# Фек, Штефан
Штефан Фек (нем. Stephan Feck, родился 17 февраля 1990 года в Лейпциге) — немецкий прыгун в воду, пятикратный обладатель серебряных медалей чемпионата Европы в синхронных прыжках с 3-метрового трамплина.

## Карьера
Штефан Фек начинал свою карьеру с прыжков с 1-метровых и 3-метровых трамплинов, выступал в дуэте с Патриком Хаусдингом. Представляет «Лейпциг», также выступает в бундесвер-спортклубе города Франкенберг. Обладатель серебряных медалей на чемпионатах Европы с 2010 по 2014 годы в синхронных прыжках, бронзовый призёр чемпионата Европы в Ростоке в 2015 году. Выступал на чемпионатах мира в 2009 и 2011 году, занял 5-е место с Хаусдингом.
В 2012 году Штефан Фек выступал на Олимпиаде в Лондоне в индивидуальных прыжках с 3-метрового трамплина, однако провалился в квалификации, упав во время одной из попыток на спину в воду и не получив вообще никаких баллов за прыжок. Как оказалось, во время прыжка Штефан потерял контроль над левой ногой и неудачно сгруппировался. Вскоре Штефан снялся с соревнований, оставшись на последнем, 29-м месте.